# Zvezdne steze 2: Khanov bes
Zvezdne steze 2: Khanov bes (v izvirniku Star Trek II: The Wrath of Khan) je drugi celovečerni film iz serije Zvezdne steze, posnet leta 1982.

## Kratka vsebina filma
Drugi del iz serije filmov Zvezdnih stez govori o maščevalnosti, t. i. REVANŠIZMU. Tu se zopet odslikava podoba tedanjega sveta in predvsem polpretekle zgodovine o arijskem nadčloveku in vzponu, vladi in zatonu nacizma, fašizma in drugih totalitarizmov. Začne se s krajšim uvodom o obstoju projekta Genesis (»Stvarjenje«). Glede tega se zdravnik zanimivo izrazi: »Bog je Zemljo ustvaril v 6 dneh, mi pa zato rabimo zgolj 6 ur!« Genesis uporabi za 'terraforming' nestabilno snov, ima pa dovolj energije, da se lahko uporabi kot izhodišče za »zemljestvarstvo«. Seveda pa obstaja tudi temnejša plat zgodbe, saj bi se lahko Genesis uporabil za spreminjanje že obstoječih svetov, npr. Vulkana, na katerem bi dominantni Klingonci razširili svoj imperij. Klingonec je pripadnik bojevite rase, ki se raje odloči za »častno smrt« in odide v »Sto-Vo-Kor = Onostranstvo«, kot da bi bil onečaščen. Klingonski matični planet je Kronos (Qo'noS). Klingonci razpolagajo nevidnostnim ščitom, zaradi česar lahko njihova »ptica ujeda« resen problem.
Vzporedno se zgodba začne odvijati na planetu Seti Alfa 6 (Alfa Kita 6). Tam pristaneta Chekov in Terrell. Planet je pust, navidez brez življenja. Najdeta razbitine plovila in vstopita vanje. Tam Chekov prepozno spozna, da gre za razbitine plovila Botany Bay (območje v Avstraliji, kjer so Britanci nameravali zgraditi prvo kazensko kolonijo). Ko se spomni, s čim so razbitine povezane, se hočeta oba čim prej prežarčiti nazaj. Na žalost ju zunaj čakajo Khan (pomislite na Atilo, Huna, ki je imel največjo in najbolj razsežno državo v človeški zgodovini) in preostanek njegove posadke, ki jo je uspel rešiti njegov superioren intelekt, kot rezultat evgeničnih vojn. Khan jima predstavi še edino živeče živo bitje, potem, ko se je Alfa Kita 5 zaradi plimskih sil večjega planeta razletela. Alfa Kita 5 je močno spremenila orbito, ki je postala zelo ekscentrična in celoten planet, na katerem jih je odložil kapitan Kirk, je postal ena sama velika puščava. Preživelo je eno čudno bitje, nekje vsem med insekti in plazilci. To je prodrlo v možgane Khanove nekaj članov posadke in začelo rasti. Sčasoma so postali zelo dovzetni za sugestije (»namige«), na koncu pa je nastopila norost in potem smrt.
Ko se Khan polasti raziskovalnega plovila, ki je iskalo primeren planet za izvedbo projekta Genesis, se napoti proti postaji, kjer dela Kirkova nekdanja žena in njegov sin. Pobije skoraj celotno posadko, le prej omenjenima se uspe rešiti v umetno ustvarjeno votlino. Ko tja prispe tudi Kirk z Enterprisom, pride do spektakularnega spopada, kjer Khan izkoristi svoje znanje o Enterprisu (»Podvig«). Enterprise je težko poškodovan in ne more ubežati. Khan pa sproži Genesis. Spock se žrtvuje za vse druge in obrne reaktor, s čimer je zopet možno za pobeg uporabiti WARP (pogon, ki ukrivi čas in prostor pred plovilom in s tem pospeši čas potovanja) pogon. Vulkanec Spock tik pred smrtjo izvede duševno spojitev z ladijskim zdravnikom in izreče znameniti stavek: »Dobrobit več ljudi je pomembnejša od dobrobiti enega samega!«
Obrobne teme:
(1.) možnost tehnološkega preboja v 'terraformingu' (preoblikovanju ali stvarjenju Zemlji podobnega planeta, na katerem bi bilo mogoče življenje, kot ga poznamo na Zemlji) in nevarnost zlorabe tehnološke razvitosti v uničevalne namene
(2.) žrtvovanje enega za obstoj več
(3.) hipotetična prihodnost, kjer se znanstveniki igrajo Boga, in ustvarijo popolnega, arijskega nadčloveka, t. i. evgenične vojne, ki nastopijo po koncu tretje svetovne vojne in omogočijo vpon samodržca (diktatorja, despota, tirana), ki bi izrabil nemoč neprilagojenih.